# Федак, Степан Степанович
Степан Степанович Федак (укр. Степан Степанович Федак; 11 мая 1901, Львов — 1945, Берлин) — украинский военный деятель, офицер Легиона УСС, Украинской Галицкой Армии, оберштурмфюрер 14-й дивизии СС «Галичина».

## Биография
Сын украинского адвоката и предпринимателя Степана Федака-старшего.
В молодости нёс службу в Украинских сечевых стрельцах, учился в Военной-академии Винер-Нойштадта, университете Данцига и Академии Генштаба Чехословакии. Воевал в Гражданскую войну в составе армии УНР и Галицкой армии.
25 сентября 1921 во Львове совершил неудачное покушение на Юзефа Пилсудского, главу Польши, и воеводу Казимежа Грабовского во Львове. Арестован на месте полицией, хотя присутствовавшая толпа требовала расправы над ним. Приговорён к шести годам тюрьмы, в 1924 году освобождён из тюрьмы в обмен на эмиграцию из страны. Проживал во Франции и Германии.
Вернулся на родину, работал директором районной молочарни. В марте 1937 года Федак был арестован в Журавно. Был завербован НКВД под псевдонимом Богун. В 1939 году после оккупации немцами Польши бежал из тюрьмы снова, в 1941 году принят в походные группы ОУН. С 1943 по 1945 годы служил в дивизии СС «Галичина».
Погиб в 1945 году в Берлине. По другой версии, был убит в Щецине. По некоторым иным данным, числится пропавшим без вести.

### На польском языке
- Aleksandra Piłsudska, Wspomnienia, s. 241; cyt. za: Bohdan Urbankowski, Józef Piłsudski. Marzyciel i strateg, Warszawa 1997, t. 2, s. 592.
- Włodzimierz Kalicki, "25 IX 1921. Kula w rękawie, Gazeta Wyborcza".

### На украинском языке
- Енциклопедія українознавства. У 10-х томах. / Головний редактор Володимир Кубійович. — Париж; Нью-Йорк: Молоде життя, 1954—1989.
- Мірчук Петро. Нарис історії ОУН 1920–1939 роки. — К.: Українська Видавнича Спілка, 2007. — 1006 ст. ISBN 966-410-001-3